# Kamimuria lyubaretzi
Kamimuria lyubaretzi är en bäcksländeart som beskrevs av Valentina A.Teslenko 2006. Kamimuria lyubaretzi ingår i släktet Kamimuria och familjen jättebäcksländor. Inga underarter finns listade i Catalogue of Life.